# 1925年最高司法院（綜合）法令
《1925年最高司法院（綜合）法令》（英語：Supreme Court of Judicature (Consolidation) Act 1925；15 & 16 Geo 5 c 49），又稱《1925年最高司法院法令》（Supreme Court of Judicature Act 1925），是英國國會的一項法令。

## 第99條
本條由《1981年最高法院法令》（現名《1981年高級法院法令》）第84條代替。本條賦予的權力由《1973年刑事上訴（法律要點參考）規則》（Criminal Appeal (Reference of Points of Law) Rules 1973；SI 1973/1114）行使。